# Alfonso Cisneros Cox
Alfonso Cisneros Cox (Lima, 1953 - 2011) fue un poeta, catedrático universitario y editor peruano. Fue uno de los mayores exponentes contemporáneos del haiku en Hispanoamérica.

## Datos biográficos
Alfonso José Cisneros Cox nació en Lima en 1953. Realizó estudios de Ciencias de la Comunicación en la Facultad de Comunicación en la Universidad de Lima, obteniendo el título de Bachiller en Ciencias de la Comunicación en 1985 con la tesis titulada "El análisis discursivo en publicidad impresa en torno a un caso - tipo Whisky Johnnie Walker". Luego obtuvo el grado de Licenciado en Ciencias de la Comunicación. En esa misma casa de altos estudios, se desempeñó luego como catedrático de los cursos de Apreciación Musical, Apreciación Estética y Apreciación Del Arte, hasta poco antes de fallecer. Además, fue fundador y director, desde 1980 hasta su fallecimiento, de la prestigiosa revista Lienzo, órgano informativo de arte, literatura y cultura de la misma entidad educativa. Entre los años 1984 y 1985, Cisneros Cox realizó labores de redactor publicitario en la agencia de publicidad Causa.
Desde 1988, con la publicación de la plaquette El Pez Muerto, Cisneros Cox asumió la dirección de la cuidadas Ediciones Caracol (que fuera fundada y dirigida por la poeta peruana Patricia Saldarriaga, con la publicación de su poemario Espacios Como Cuerpos en 1984), publicando poemarios de importantes poetas peruanos, como Ricardo Silva-Santisteban (Río De Primavera, Cascada De Otoño, 1988), Antonio De Saavedra (Laguna De Electricidad, 1998), así como sus propios últimos libros. En 2006, Ediciones Caracol publicó Oh Dulces Prendas del destacado semiólogo peruano-español Desiderio Blanco (en ese tiempo contando con 77 años de edad), colección de poemas que vieron la luz anteriormente en el n.º 17 (1996) de Lienzo.
En menester a su trayectoria poética, Cisneros Cox fue publicado en diversas revistas y antologías de Perú y de otras latitudes, así como en publicaciones mayormente ligadas a la difusión del haiku en los idiomas inglés y japonés. También viajó a países como Japón y Bolivia representando a Perú en encuentros de haijines y festivales de poesía dedicados al haiku. Su constante inquietud lo ha llevó a indagar e impulsar la brevedad y la sugerencia de este género escribiendo artículos y elaborando breves compilaciones en Lienzo y colaborando en varias revistas especializadas, según rezan las reseñas bio-bibligráficas contenidas en sus libros.
Su última colección de haikus publicada fue Instantes (2010), con fotografías de su hermano Miky Cisneros Cox.
Alfonso Cisneros Cox falleció en Lima el 19 de octubre de 2011, a los 58 años de edad, afectado por una lamentable enfermedad cancerígena.

## Sobre su obra poética
Cisneros Cox publicó en vida varios libros y plaquettes de poemas (algunos de los cuales tuvieron tirajes de no más de 100 ejemplares pulcramente editados), que por su sutileza lírica y finura, tanto al escribir en verso libre como en el formato de los haijines, es considerado como una de los mejores exponentes hispanoamericanos del haiku. Por otra parte, en el libro titulado La Ensenada, Cisneros Cox cultivó el género, también japonés, llamado haibun.
Mucha de su obra poética reflejaba sus constantes viajes a diversas zonas de Perú, como los poemas extensos El Pez Muerto (inspirado en el balneario Caleta Sal, cerca a Punta Sal) y Casa Deshabitada (inspirado en el balneario La Quipa, Pucusana, lugar que también le inspiró los textos contenidos en La Ensenada), mientras que los haikus de Lomas están inspirados en el puerto de Lomas, en la costa norte de Arequipa.
En el año 2001, Cisneros Cox logró el primer premio en el concurso de poesía convocado por la revista electrónica El Rincón Del Haiku, de Sevilla, con el haiku titulado "Instante", posiblemente su poema más reconocido:

INSTANTE

Un charco:
la calle inundada
de cielo

Del poemario Láminas, 1979.

En 1993, en la reseña a Natura Viva, Javier Sologuren dijo lo siguiente:

En ella asistimos a un nuevo y definitivo diálogo entablado entre las imágenes del artista [José Casals] dotadas de un esplendor tan visible como íntimo y los alados poemas que le acompañan en perfecta sintonía, esos haikus iluminadores en los que Alfonso Cisneros Cox alcanza maestría singular. [...] Natura Viva es, pues, un canto a dos voces que celebra a la naturaleza como una criatura que respira y palpita, que reclama nuestros sentidos para entregarnos -si sabemos escucharla- su eterno mensaje de serena o arrebatada belleza.
Tomado de las Obras completas de Javier Sologuren, Vol. 9, pp. 338-339.